# Bitbucket
Bitbucket este un serviciu de găzduire a unui depozit de control al versiunilor web, deținut de Atlassian, pentru proiecte de cod sursă și dezvoltare care utilizează sisteme de control de revizuire Mercurial sau Git. Bitbucket oferă atât planuri comerciale, cât și conturi gratuite. 
Este similar cu GitHub, care utilizează în primul rând Git. Bitbucket și-a comercializat în mod tradițional serviciile către dezvoltatori profesioniști cu cod software privat, mai ales de când a fost achiziționat de Atlassian în 2010. În februarie 2017, Bitbucket a anunțat că a ajuns la 6 milioane de dezvoltatori și 1 milion de echipe pe platformă. În aprilie 2019, Atlassian a anunțat că Bitbucket a ajuns la 10 milioane de utilizatori înregistrați și peste 28 de milioane de depozite.

## Servicii

### Bitbucket Cloud
Bitbucket Cloud (cunoscut anterior ca Bitbucket) este scris în Python folosind framework-ul Django.